# Frederik van der Ree
Frederik van der Ree (Groningen, 28 juli 1815 - Utrecht, 18 februari 1878) was een Nederlands kapitein en bestuurder. Hij was van 1862 tot 1873 burgemeester van Grootegast.
Van der Ree werd geboren in Groningen als zoon van een schilder. Hij trouwde twee maal, de tweede keer met een dochter van Andries Munro, stadsbouwmeester van Rotterdam. Van der Ree was als kapitein der infanterie werkzaam in Nederlands-Indië; hij ging er met pensioen en werd burgemeester in Grootegast.
Na zijn burgemeesterschap ging Van der Ree in Utrecht wonen, alwaar hij in 1878 op 62-jarige leeftijd overleed.